# Elección legislativa de Francia de 1877
Las elecciones legislativas de Francia de 1877 se realizaron el 14 y 28 de octubre de 1877.

## Resultados
| Partidos | Partidos      | Votos     | Escaños | % Votos |
| -------- | ------------- | --------- | ------- | ------- |
|          | Republicanos  | 4,858,603 | 313     | 60.08%  |
|          | Bonapartistas | 1,614,360 | 104     | 19.96%  |
|          | Otros         | 760,612   | 49      | 09.40%  |
|          | Legitimistas  | 682,998   | 44      | 08.45%  |
|          | Orleanistas   | 170,750   | 11      | 02.11%  |